# Bryggebroen
Bryggebroen er en bro i Københavns sydhavn og er en 190 meter lang kombineret cykel- og gangbro gående øst-vest. Broen går mellem Havneholmen (vest) og Islands Brygge (øst) og forbinder sammen med Cykelslangen Vesterbro på Sjælland og Amager.
Broen, der åbnede 14. september 2006, er 5,5 meter bred og virker som svingbro for, at større sejlende fartøjer kan passere igennem. Navnet på broen blev fundet efter en konkurrence i Politiken, hvor mere end 200 forslag blev indsendt. Navnet Bryggebroen blev valgt, fordi broen forbinder Kalvebod Brygge med Islands Brygge.
Ved broens indvielse var Havneholmen stadig en byggeplads, og for at sikre adgangen til broen var det nødvendigt at bygge en kort træbrygge mod syd. Ligeledes skulle brugere syd om Fisketorvet. Det ekstra byggeri medførte en ekstraudgift på ca. 8 mio. kr. men sikrede til gengæld, at åbningen af broen ikke skulle udskydes i 2 år.
Broen, der var den første nye bro i 50 år i Københavns Havn, er i dag desuden blevet et populært sted at ophænge de såkaldte "elskovslåse".

## Ekstern henvisning
- Wikimedia Commons har flere filer relateret til Bryggebroen
- Se mere på Copenhagen X Arkiveret 30. april 2010 hos  Wayback Machine